# Критски бик
Критског бика је у грчкој митологији критском краљу Миносу послао Посејдон. Минос је требало да принесе бика на жртву богу Посејдону, али је Миносу било жао да убије тако лепог бика, па га је оставио у свом стаду, а Посејдону је принео једног од својих. Посејдон се расрдио на Миноса и послао бику, који је изашао из мора, беснило. Бик је јурио по целом острву и уништавао све на свом путу.
Хераклов седми подвиг је био да доведе у Микену овог бика. Херакле га је ухватио, довео у своје стадо и пустио га на слободу. Бик је побегао на север и стигао у Атику, на Маратонско поље, где га је убио атински херој Тезеј.